# 龙王芋螺
龙王芋螺（学名：Conus ichinoseana），是新腹足目芋螺科芋螺属的一种。主要分布于台湾，常栖息在深海。